# Аналитический паралич

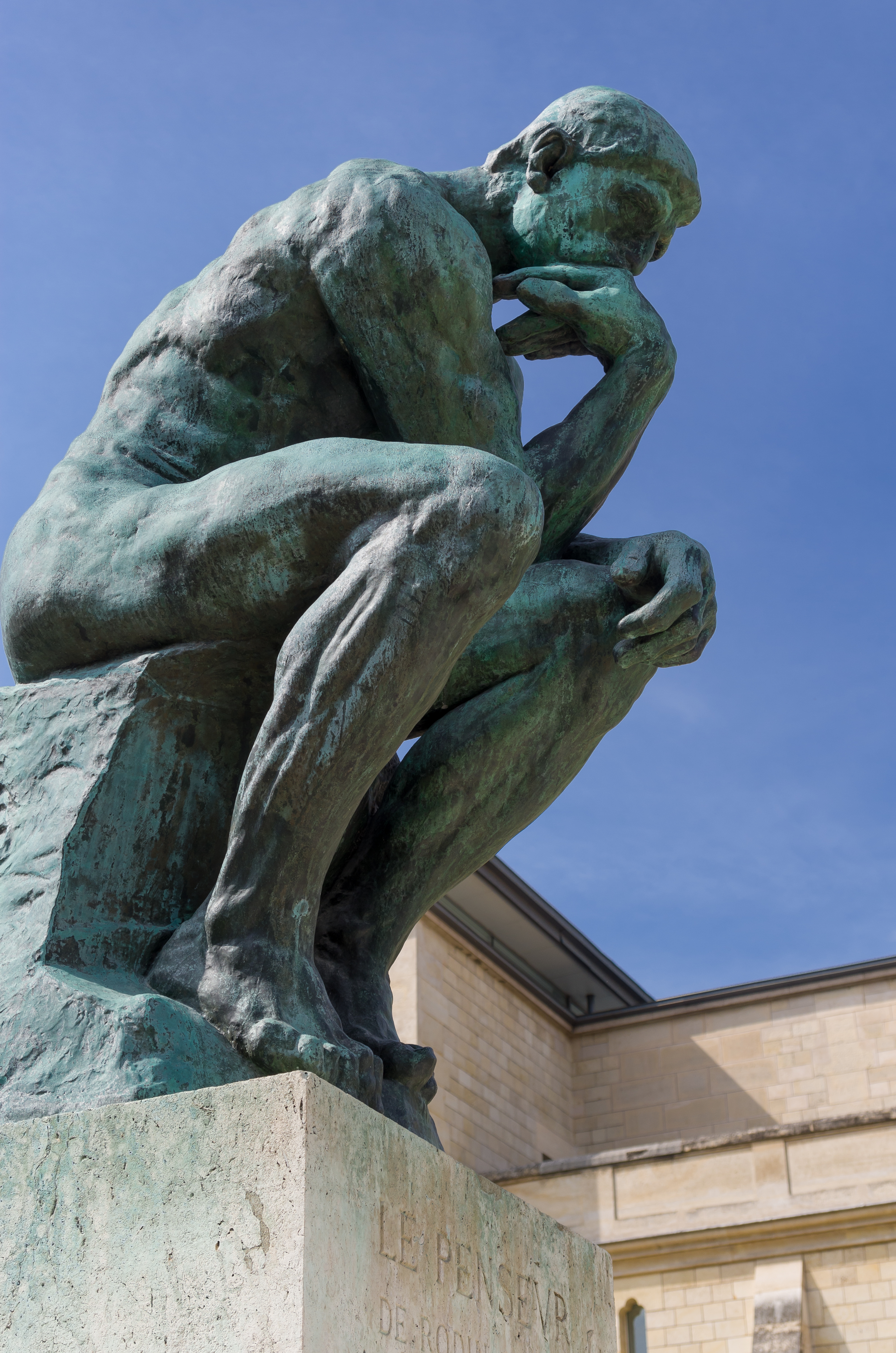

Аналитический паралич (или паралич в результате анализа) описывает индивидуальный или групповой процесс, когда чрезмерный анализ или чрезмерное обдумывание ситуации может привести к «параличу» принятия решений, что означает, что, в итоге, решение или курс действий не принимаются. Ситуация может рассматриваться как слишком сложная, и решение вообще не принимается из-за опасений, что может возникнуть потенциальные осложнения. Человек хочет найти идеальное решение, но на пути к лучшему решению опасается принятия ошибочного или считает, что оптимальное решение совсем близко, и продолжает поиск, не учитывая фактора убывающей отдачи. Аналитический паралич — противоположность ситуации «погиб от инстинкта» (extinct by instinct), когда роковое решение принимается на основе поспешного суждения или интуитивной реакции.
При аналитическом параличе страх совершить ошибку или использовать неоптимальное решение перевешивает практические соображения и положительный эффект своевременного решения, что приводит к откладыванию принятия решений в бессознательной попытке не отбрасывать существующие варианты. Ситуация паралича может быть вызвана из-за избытка вариантов. В критических ситуациях, когда необходимо быстро принять решение, аналитический паралич может привести к более серьёзной проблеме, чем принятие неоптимального решения.

## История
В Оксфордском словаре английского языка сообщается, что самые ранние употребления термина «аналитический паралич» обнаруживаются в The Times в 1970-х годах.

## Разработка ПО
В разработке программного обеспечения аналитический паралич обычно проявляется при водопадной модели с её длительными этапами планирования проекта, сбора требований и проектирования. Эти этапы приводят к малоосмысленным или вообще бесполезным шагам и увеличивают риск из-за невнесения изменений.
Аналитический паралич часто возникает из-за недостатка опыта у аналитиков бизнес-систем, менеджеров проектов или разработчиков ПО, а также избыточно жёсткой и формальной организационной культуры.

## Спорт
Рик Анкель, питчер Cardinals промахивался множество раз, просто потому, что пытался чрезмерно контролировать осознанно то, что было отточено до автоматизма годами. Его чрезмерная концентрация на положении бедер, ног, движении руки погубила его карьеру.